# Commander (песня)
«Commander» — песня американской певицы Келли Роуленд при участии французского диджея Давида Гетта из её третьего студийного альбома Here I Am. Она является международным ведущим синглом проекта и её дебютным релизом с Universal Motown. Это второе сотрудничество пары после песни «When Love Takes Over». Роуленд и Гетта выступили авторами песни с французским диджеем Сэнди Ви и американского автором песен Рико Лав, которые описали песню как «весёлую и агрессивную клубную запись» с темами расширения прав и возможностей женщин и текстами с преднамеренными грамматическими ошибками. Гетта и Ви выступали продюсерами с синтезированными танцевальными битами, которые объединяют R&B с электроникой и хаусом, а Лав обеспечил бэк-вокал и вокальное производство. Песня вышла на Winter Music Conference 2010 года и впоследствии получила широкое признание со стороны современных критиков за вокальное исполнение Роуленд, а также за музыкальное производство Гетта.
Спустя месяц после выхода песня занял место в Hot Dance Club Songs а позже попал в десятку лучших в Великобритантт и в двадцать лучших в Ирландии и Новой Зеландии. Entertainment Weekly поставила песню на первое место summer jam 2010 года, песня также попала в список 100 лучших песен для тренировок 2010 года по версии Fitness Magazine. Песня была номинирована на премию International Dance Music Awards за лучший R&B/урбан танцевальный трек. Музыкальное видео Масаши Муто, изображает Роуленд лицом к лицу с собой в различных танцевальных сценах. Продвижение релиза включало в себя исполнение песни на BBC Radio 1 и The Graham Norton Show. Extended Dance Mix, также спродюсированный Гетта, был выпущен вместе с основным синглом по всему миру, в то время как урбан-ремикс при участии американского рэпера Нелли был выпущен в Великобритании и США.

## Список композиций
| Digital Download Main Version 1. «Commander» featuring David Guetta — 3:39 US Digital Mix — Universal Motown Store 1. «Commander» featuring David Guetta — 3:39 2. «Commander» featuring David Guetta (Extended Dance Mix) — 5:55 Digital Extended play (EP) 1. «Commander» featuring David Guetta — 3:38 2. «Commander» (David Guetta Remix) — 5:47 3. «Commander» (Extended Dance Mix) — 5:55 4. «Commander» (Extended Instrumental) — 5:54 Commander EP — UK Remixes 1. «Commander» (Rico Love Urban Remix) feat. Nelly — 4:09 2. «Commander» (Pitron & Sanna Remix) — 8:20 3. «Commander» (Redlight Remix) — 3:51 CD Single 1. «Commander» (Radio Edit) — 3:38 2. «Commander» (David Guetta Remix) — 5:47 | Digital Download Extended Dance Mix 1. «Commander» featuring David Guetta (Extended Dance Mix) — 5:55 Commander US EP — The Remixes Part 1 (Masterbeat.com only) 1. «Commander» (David Guetta Extended Original Mix) — 5:55 2. «Commander» (David Guetta Extended Instrumental) — 5:54 3. «Commander» (David Guetta Radio Edit) — 3:38 4. «Commander» (Ralphi Rosario Club Mix) — 8:09 5. «Commander» (Ralphi Rosario Bass & Treble Dub) — 8:07 6. «Commander» (Ralphi Rosario Radio Edit) — 4:02 Commander US EP — The Remixes Part 2 (Masterbeat.com only) 1. «Commander» (Rico Love Remix) — 4:09 2. «Commander» (Ralphi Rosario Remix) — 8:07 3. «Commander» (Chuckie & Neve Remix) — 5:23 4. «Commander» (Sidney Samson Remix) — 6:26 5. «Commander» (Pitron & Sanna Remix) — 8:20 6. «Commander» (Redlight Remix) — 3:51 |

## Участники записи
Записи
- Записано и смикшировано на Gum Prod (запись) и The Bunker (микширование), в Париже, Франция.

Участники записи
- Келли Роуленд — автор
- Рико Лав — автор, дополнительный вокал, вокальный продюсер
- Давид Гетта — автор, продюсер, запись, микширование, клавишные и программирование
- Сэнди Ви — автор, продюсер, запись, микширование, клавишные и программирование
- Сет Фостер — мастеринг
- Терстон Маккри — помощник звукорежиссёра

## Чарты
| Чарт (2010—2011)                                    | Высшая позиция |
| --------------------------------------------------- | -------------- |
| Australia (ARIA)                                    | 61             |
| Australia Dance (ARIA)                              | 11             |
| Австрия (Ö3 Austria Top 40)                         | 23             |
| Бельгия/Фландрия (Ultratip Bubbling Under)          | 2              |
| Бельгия/Валлония (Ultratip Bubbling Under)          | 2              |
| Canada (Canadian Hot 100)                           | 55             |
| СНГ (TopHit)                                        | 32             |
| Croatia (HRT)                                       | 4              |
| Чехия (Rádio — Top 100)                             | 16             |
| Дания (Tracklisten)                                 | 23             |
| Европа (Billboard European Hot 100 Singles)         | 25             |
| Финляндия (Suomen virallinen lista)                 | 20             |
| French Download Chart (SNEP)                        | 28             |
| Германия (GfK)                                      | 16             |
| Global Dance Songs (Billboard)                      | 7              |
| Венгрия (Rádiós Top 40)                             | 25             |
| Ирландия (IRMA)                                     | 13             |
| Израиль (Media Forest)                              | 10             |
| Нидерланды (Dutch Top 40)                           | 33             |
| Нидерланды (Single Top 100)                         | 66             |
| Новая Зеландия (Recorded Music NZ)                  | 16             |
| Норвегия (VG-lista)                                 | 19             |
| Польша (Dance Top 50)                               | 10             |
| Poland (Polish Airplay New)                         | 2              |
| Russia Airplay (TopHit)                             | 32             |
| Шотландия (OCC Scotland)                            | 10             |
| Словакия (Rádio — Top 100)                          | 2              |
| South Korea International (Gaon)                    | 44             |
| South Korea International (Gaon) Extended Dance Mix | 53             |
| Швеция (Sverigetopplistan)                          | 26             |
| Швейцария (Schweizer Hitparade)                     | 46             |
| Великобритания (OCC UK Singles)                     | 9              |
| Великобритания (OCC UK Dance)                       | 2              |
| US Hot Dance Club Songs (Billboard)                 | 1              |

| Чарт (2010)                                   | Позиция |
| --------------------------------------------- | ------- |
| Australia Dance (ARIA)                        | 47      |
| Croatia (HRT)                                 | 30      |
| Romania (Romanian Top 100)                    | 63      |
| Russia Airplay (TopHit)                       | 174     |
| Sweden (Sverigetopplistan)                    | 99      |
| UK Singles (Official Charts Company)          | 81      |
| US Dance/Electronic Digital Songs (Billboard) | 36      |
| US Hot Dance Club Songs (Billboard)           | 6       |

## Сертификации
| Регион                                                       | Сертификация | Продажи |
| ------------------------------------------------------------ | ------------ | ------- |
| Республика Корея                                             | —            | 18,569  |
| Новая Зеландия (RMNZ)                                        | Золотой      | 7500*   |
| Великобритания (BPI)                                         | Золотой      | 411,000 |
| * Данные о продажах приведены только на основе сертификации. |              |         |

## История релиза
| Регион         | Дата           | Версия(и)                       | Формат(ы)                                       | Лейбл(ы)         | Примечания         |
| -------------- | -------------- | ------------------------------- | ----------------------------------------------- | ---------------- | ------------------ |
| Франция        | 17 мая 2010    | Extended dance mix              | Цифровое скачивание                             | Barclay          | [ 57 ]             |
| Великобритания | 17 мая 2010    | Extended dance mix              | Цифровое скачивание                             | Universal Island | [ 58 ]             |
| США            | 18 мая 2010    | Оригинальная extended dance mix | Цифровое скачивание                             | Universal Motown | [ 1 ] [ 7 ] [ 57 ] |
| Великобритания | 21 мая 2010    | Оригинальная                    | Urban contemporary radio                        | Universal Island | [ 59 ]             |
| Великобритания | 27 мая 2010    | Оригинальная                    | Contemporary hit radio                          | Universal Island | [ 60 ]             |
| Канада         | 7 июня 2010    | Оригинальная                    | Adult contemporary radio contemporary hit radio | Universal Music  | [ 61 ]             |
| Финляндия      | 30 июня 2010   | Оригинальная                    | Цифровое скачивание                             | Universal Music  | [ 62 ]             |
| Германия       | 23 июля 2010   | Разные                          | Digital download (EP)                           | Universal Music  | [ 63 ]             |
| Германия       | 6 августа 2010 | Оригинальная                    | CD                                              | Universal Music  | [ 6 ]              |